# Ulrike Zeshan
Ulrike Zeshan (* 1970) ist eine in Deutschland geborene Linguistin und Wissenschaftlerin, die sich auf die Linguistik der Gebärdensprachen spezialisiert hat. Sie ist Professorin für Gebärdensprachlinguistik an der University of Central Lancashire im Vereinigten Königreich.

## Biographie
Zeshan schloss ihr Studium 1996 an der Universität zu Köln mit einem MA ab und promovierte 2000 an derselben Universität in Linguistik. Zwischen 1999 und 2006 hatte sie zwei Postdoktorandenstellen inne: zunächst am Research Centre for Linguistic Typology in Canberra und dann (ab 2003) am Max Planck-Institut für Psycholinguistik in Nijmegen. Im Jahr 2006 trat sie ihre derzeitige Position als Professorin an der University of Central Lancashire und Direktorin (später Co-Direktorin) des an derselben Universität angesiedelten International Institute for Sign Languages and Deaf Studies (iSLanDS) an.

## Ehrungen und Anerkennung
Seit 2014 ist sie ordentliches Mitglied der Academia Europaea.
Im Jahr 2015 wurde Zeshan im Rahmen der Special Honours 2015 für „seine Verdienste um die Hochschulbildung und die internationale Gehörlosengemeinschaft“ zum Ehrenoffizier des Order of the British Empire (OBE) ernannt.
2016 wurde ihr eine Honorarprofessur an der Amity University Gurgaon in Indien verliehen.

## Forschung
Zeshan ist eine führende Forscherin auf dem Gebiet der Typologie von Gebärdensprachen und hat an Phänomenen wie Verwandtschaftsbegriffen, Negation, Besitz, Quantifizierung und Fragen gearbeitet. Sie hat mit der UNESCO an der Dokumentation von Gebärdensprachen weltweit gearbeitet, einschließlich gefährdeter Gebärdensprachen. Sie hat an Gebärdensprachen in Ghana, Indien, der Türkei und Uganda gearbeitet. Zwischen 2011 und 2016 war sie Stipendiatin des European Research Council zur Erforschung der Mehrsprachigkeit und des mehrsprachigen Verhaltens von Gebärdensprachnutzern.

## Politik
Zeshan ist auch politisch aktiv und kandidierte 2014 als Kandidat der Green Party für das Europäische Parlament im Wahlkreis Nordwestengland sowie bei Kommunalwahlen.

## Ausgewählte Publikationen
- Zeshan, Ulrike. 2000. Sign Language in Indo-Pakistan: A description of a signed language. Amsterdam: John Benjamins. ISBN 90-272-2563-X
- Zeshan, Ulrike. 2003. Indo-Pakistani Sign Language Grammar: A Typological Outline. Sign Language Studies 3 (2), 157–212.
- Zeshan, Ulrike. 2003. Aspects of Türk Isaret Dili (Turkish Sign Language). Sign Language & Linguistics 6 (1), 43–75.
- Zeshan, Ulrike. 2004. Interrogative Constructions in Signed Languages: Crosslinguistic Perspectives. Language (journal) 80 (1), 7–39.
- Zeshan, Ulrike. 2004. Hand, head and face: negative constructions in sign languages. Linguistic Typology 8, 1–58.
- Zeshan, Ulrike (ed.). 2006. Interrogative and Negative Constructions in Sign Language. Ishara Press.
- Zeshan, Ulrike, and Connie De Vos (eds.). 2012. Sign languages in village communities: Anthropological and linguistic insights. Berlin: De Gruyter. ISBN 978-1-61451-149-6